# Murango
Murango är ett periodiskt vattendrag i Burundi.   Det ligger i provinsen Karuzi, i den centrala delen av landet, 90 km öster om huvudstaden Bujumbura.
Omgivningarna runt Murango är en mosaik av jordbruksmark och naturlig växtlighet. Runt Murango är det ganska tätbefolkat, med 160 invånare per kvadratkilometer.